# Station Laskowice Oleskie
Station Laskowice Oleskie is een spoorwegstation in de Poolse plaats Laskowice.